# Anerastiini
Az Anerastiini a valódi lepkék közül a fényiloncafélék (Pyralidae) családjában a karcsúmolyok (Phycitinae) alcsaládjának egyik nemzetsége több mint két tucat nemmel.

## Származásuk, elterjedésük
A fajok többsége trópusi. Európából 13 nemüknek összesen 28 faja ismert; Ezek közül 4 Magyarországon is megtalálható (Pastorális, 2011).

## Magyarországi fajaik
Anerastia nem (Hb., 1825) két fajjal:
- gabonarágó karcsúmoly (Anerastia lotella Hb., 1813) — Magyarországon közönséges (Fazekas, 2001; Buschmann, 2004; Pastorális, 2011; Pastorális & Szeőke, 2011);
- homokifű-karcsúmoly (Anerastia dubia Gerasimov, 1929) — Magyarországon többfelé előfordul (Horváth, 1997; Buschmann, 2004; Pastorális, 2011; Pastorális & Szeőke, 2011);

Hypsotropa nem (Zeller, 1848) egy fajjal:
- sztyeppréti karcsúmoly (Hypsotropa unipunctella Ragonot, 1888) — Magyarországon sokfelé előfordul (Buschmann, 2004; Pastorális, 2011; Pastorális & Szeőke, 2011);

Ematheudes nem (Zeller, 1867) egy fajjal:
- kúpos fejű karcsúmoly (Ematheudes punctella Treitschke, 1833) — Magyarországon közönséges (Fazekas, 2001; Buschmann, 2004; Pastorális, 2011; Pastorális & Szeőke, 2011).